# Universitat Ben-Gurion del Nègueb
La Universitat Ben-Gurion del Nègueb (en hebreu: אוניברסיטת בן גוריון בנגב) és una universitat pública que es troba a Beerxeba en la regió del Nègueb, al sud d'Israel.

## Història
La universitat Ben-Gurion del Nègueb va ser fundada l'any 1969, a Beerxeba al desert del Nègueb a Israel. El seu nom va ser Universitat del Nègueb, però ha ser anomenada de nou en el mes de novembre de l'any 1973, a la mort de David Ben-Gurion, primer cap de govern d'Israel. Ben-Gurion defensava la idea que el desenvolupament del desert del Nègueb a les regions àrides del sud del país, tindria un paper clau en el futur econòmic d'Israel. 

## Campus, facultats, escoles i instituts d'investigació
La universitat Ben-Gurion del Nègueb té cinc campus; el campus de la família Marcus, el campus David Bergmann, el David Tuviyahu Campus, el Sde Boqer Campus, i el campus d'Elat.
La universitat Ben-Gurion té cinc facultats amb 51 departaments i unitats d'investigació, entre d'altres, les facultats de ciències de l'enginyeria, la facultat de les ciències de la salut, la facultat de les ciències naturals, la facultat de lletres i ciències humanes, i la facultat Guilford Glazer de comerç i administració.
La universitat té sis escoles; l'escola dels estudis superiors Kreitman, l'escola d'estudis mèdics Joyce i Irving Goldman, l'escola de les professions de la salut comunitària Mathilda i Leon Recanati, l'escola de farmàcia, l'escola de les ciències de laboratori mèdic, i l'escola de formació mèdica contínua.
La universitat Ben-Gurion té vuit instituts d'investigació; l'institut Jacob Blaustein per a la investigació sobre el desert, l'institut Ilse Katz per a la ciència de les nanotecnologies, l'institut Ben-Gurion d'investigació sobre l'estudi d'Israel i del sionisme, i l'institut Heksherim d'investigació jueva i d'estudi de la literatura i de la cultura israeliana.

## Centres de recerca interdisciplinària
Hi ha 61 centres d'investigació interdisciplinària a la universitat Ben-Gurion; el centre internacional Daniel Abraham per a la salut i la nutrició, el centre d'estudis beduins i de desenvolupament Robert H. Arnow, el centre nacional de l'energia solar Ben-Gurion, el centre internacional per al pensament jueu Goldstein-Goren, el centre d'estudis sobre el Holocaust Esther i Sidney Rabb, el centre Edmond J. Safra per la concepció i l'enginyeria dels biopolimers funcionals, el centre d'enginyeria de les macromol·lècules Reimund Stadler Minerva, i el centre de neurociències Zlotowski.

## Els programes internacionals
Deu programes internacionals estan disponibles a la Universitat Ben-Gurion; l'escola internacional Albert Katz dels estudis del desert, la facultat de medicina per a la salut internacional, el programa per a estudiants estrangers Ginsburg-Ingerman, el programa internacional d'estudis a Israel, el programa de domini de les arts de l'Orient Mitjà, i el programa d'especialització Màster en administració d'empreses.